# Дегурићка пећина
Дегурићка пећина је пећина изворског типа, чија вода из врела отиче у реку Градац, налази се у атару села Дегурић, у клисури реке Градац, на територији града Ваљева. Припада групи највећих врела ваљевског краса, улаз има висину 3,5m и ширину од 7m. 
Једна од верзија страдања Николе Калабића, истакнутог команданта Горске краљеве гарде Југословенске војске у Отаџбини током Другог светског рата, везује се за Дегурићку пећину. Претпоставља се да је на овом месту убијен од стране ОЗНЕ дана 19. јануара 1946. године.

## Температуре воде и ваздуха
Једина је пећина са сталним подземним током у целом сливу реке Градац, са средњим протоком од 121л/с. Температура воде дуж целе пећине је 7°C. Вода пећинског тока спада у тврде кречне воде, да је, као и интезивне, прокопане воде, засићена, те излучује бигар у виду пречага, салива, сталагмита. Пећина припада типу хладних пећина, пошто температура ваздуха смањује се са 12°C на улазу, преко 8°C на 300 м дужине, до 6°C код првог сифона. 

## Морфолошке карактеристике
Главни канал Дегурићке пећине има југоисточни правац пружања и њим тече, непрекидно водени ток. Снимљен је до другог сифона, и измерена дужина му је 807,5m. Из главног канала одваја се више бочних канала. Пећина има укупно 6 сифона, од којих је првих пет пророњено, док последњи још увек није савладан. Од главног канала одваја се више бочних канала, па је укупна дужина свих снимљених канала, до трећег сифона, 2028m.
Значајне особености овог објекта су поред сифона, засигане каде које преграђују цео канал по ширини, или су мањих димензија у већим скупинама. Пећински накит је разноврстан, сталактити, сталагмити, макарони, хелактити, засигане драперије и саливи. Обиље муља, глине и блата јавља се са страна воденог тока или по бочним каналима. Једна од реткости је и појава наслага дуж канала и на накиту изразито тамне боје која је контрастна светлим калцитним излучевинама.
Ваљевски спелеолози су у периоду од 1999. до 2002. године, у неколико наврата, снимили нових 1500 метара пећинских канала и пет сифона и отворили врата истраживањима на овом пољу.